# اليزابيث اليكساندر
فرانسيس إليزابيث سومرفيل أليكساندر ( 13 كانون الأول / ديسمبر 1908 – 15 تشرين الأول / أكتوبر 1958) عالمة الجيولوجيا البريطانية، وعالمة الفيزياء، التي أدي عملها خلال الحرب باستخدام الرادار والراديو إلى أوائل التطورات في علم الفلك الراديوي، وأيضاً تعتبر مساهمتها في جيولوجيا سنغافورة أساس مهم  في البحوث المعاصرة. حصلت أليكساندر على درجة الدكتوراه من من جامعة كامبريدج. في كانون الثاني / يناير عام 1941، أصبحت رئيس بحوث العمليات في نيوزيلندا. في عام 1945، تمكنت أليكساندر من تفسير أن إشارات الرادار  التي التقطت في جزيرة نورفولك كان سببها الشمس.
 هذا التفسير أصبح الأساس في مجال علم الفلك الراديوي، مما يجعلها واحدة من أولى العالمات من النساء للعمل في هذا المجال.

## النشأة والدراسات
ولدت فرانسيس إليزابيث سومرفيل كالدويل في 13 كانون الأول / ديسمبر 1908 في ميرتون، ساري.
 أمضت بدايات حياتها في الهند، حيث كان والدها الدكتور كالدويل، أستاذاً في كلية باتنا. (كان في وقت لاحق عميد كلية باتنا  للعلوم بعد تأسيسها في عام 1928). في عام 1918، أليكساندر عادت إلى المملكة المتحدة وبدأت الدراسة الثانوية.

فيما بعد، التخقت أليكساندر بجامعة كامبردج ودرست العلوم الطبيعية، مع التركيز في البداية على الفيزياء. تخرجت مع مرتبة الشرف من الدرجة الأولى في عام 1931، ثم حصلت على الدكتوراه في الجيولوجيا، تحت إشراف أوين توماس جونز.
 كانت عضواً في نادي سيدجويك، جنبا إلى جنب مع زميلاتها عالمات الجيولوجيا، دوروثي هيل وكونستانس ريتشاردسون.
في تموز / يوليه 1935، تزوجت أليكساندر من الفيزيائي نورمان أليكساندر في نيوزيلندا. عندما تولى زوجها منصب أستاذ الفيزياء في كلية رافلز في سنغافورة، سافرت إليزابيث أليكساندر  إلى هناك وبدأت دراسة  آثار التجوية في المناطق المدارية.  بينما كانت في سنغافورة، رزقت بثلاثة أطفال، وليام في عام 1937، ماري في عام 1939 وبرنيس في عام 1941.

## عملها وقت الحرب
بين عامي 1940 و1941 ، أصبحت أليكساندر كابتن في المخابرات البحرية، وبدأت العمل على موجات راديو في القاعدة البحرية بسنغافورة.

في 4 كانون الثاني / يناير 1942، عادت الدكتور أليكساندر بأطفالها إلى نيوزيلندا تحت أوامر القوات البحرية  بأخذها هي وأطفالها إلى بر الأمان والعودة مع المعدات المتخصصة المصنوعة  في أستراليا. بعد سقوط سنغافورة في 15 شباط / فبراير، كانت تقطعت بهم السبل في نيوزيلندا. لم يكن لديها أي معلومات عن زوجها لمدة ستة أشهر، ثم وردت إليها أخبار كاذبة بأنه مات.
 بينما كانت في نيوزيلندا، أصبحت أليكساندر من كبار الفيزيائيين ورئيس بحوث العمليات وقسم الراديو في ويلينغتون في عام 1942، حيث بقيت حتى عام 1945. هناك كانت مسؤولة عن معظم بحوث الراديو والرادار

## عملها بعد الحرب
في أيلول / سبتمبر عام 1945، تم لم شمل أليكساندر مع زوجها في نيوزيلندا
 أنهت أليكساندر عملها في ويلينغتون وأخذت أطفالها إلى إنجلترا، وتركتهم مع أختها كوصية عليهم، ثم عادت إلى سنغافورة مع زوجها.
تم تعيين أليكساندر في حكومة سنغافورة في عام 1949، وقامت بنشر أول خريطة جيولوجية لسنغافورة.
 كانت مهمة أليكساندر الرئيسية  هي تقييم كميات الجرانيت والحجر بالجزيرة، وخلصت إلى أن موارد الجرانيت يمكن أن تستمر لمدة 500 سنة. 
في عام 1958، عينت إليزابيث الكسندر أستاذاً محاضراً ورئيساً للقسم بالجامعة. بعدها بثلاثة أسابيع فقط، اصيبت بجلطة دماغية وتوفيت في وقت لاحق في الأسبوع في 15 تشرين الأول / أكتوبر 1958 في سن 49.

## منشوراتها
نشرت ألكسندر عدد من الأوراق البحثيّة الجيولوجيّة بين عام (1951)، وعام (1957)، التي استمدتها من درجة الدكتوراة التي حصلت عليها، ومن عملها كعالمة تربة في نيجيريا. كتبت ألسكندر تقريرًا عن التجوية المدرايّة في سنغافورة، نُشر بعد وفاتها.
- ألكسندر، إف. إي. إس. عام (1936). «حجر أيمستري الجيري من البروز الرئيسي». نُشر بالمجلة الفصليّة للجمعية الجيولوجيّة.
- ألسكندر، إف. إي. إس. عام (1945). «الأشعة الشمسيّة طويلة الموجة». قسم البحوث الصناعية، والعلميّة بمُختبر التطوير اللاسلكي.
- ألكسندر، إف. إي. إس. عام (1945). تقرير من التحقيق في «تأثير جزيرة نورفولك». قسم البحوث الصناعية، والعلمية بمُختبر التطوير اللاسلكي.
- ألسكندر. إف. إي. إس. عام (1964). «طاقة الشمس اللاسلكيّة»
- ألسكندر. إف. إي. إس. عام (1947). «مراجعة جنس بنتامروس جيمس سوربي 1813، ووصف الأنواع الجديدة من جيبيدولا برافونيم من حجر أيمستري الجيري من البروز الرئيسي». نُشر بالمجلة الفصليّة للجمعية الجيولوجيّة.
- ألسكندر. إف. إي. إس. عام (1947). «دايا نافيكيولا، ووايتفيلديلا كاناليس من العصر السيلوري». نُشر بالمجلة الجيولوجيّة
- ألسكندر. إف. إي. إس.عام  (1950). «جيولوجيا سنغافورة، والجزر المحيطة بها». تقرير عن وجود صخور الجرانيت في سنغافورة، والجزر المحيطة بها. نُشر بالصحافة الحكوميّة السنغافوريّة.
- ألسكندر. إف. إي. إس. عام (1954). «فحص الكائنات الدقيقة بالتربة في بيئتها الطبيعيّة». نُشر في مجلة نيتشر.
- ألسكندر. إف. إي. إس.؛ جاكسون، عام (1955). «إعداد الفرق لدراسة الكائنات الدقيقة بالتربة». الإجراءات المُتبعة بمدرسة عيد الفصح الثانية في علوم الزراعة بجامعة نوتينغهام.
- ألسكندر. إف. إي. إس. عام (1957). «أضرار المُبيدات الحشريّة المُتفاوتة على أنواع الذرة المُختلفة» نُشر بمجلة نيتشر.

## مزيد من القراءة
- Orchiston، Wayne (2016). "Dr Elizabeth Alexander and the Mysterious 'Norfolk Island Effect'". Exploring the History of New Zealand Astronomy. Astrophysics and Space Science Library. 422: 629–651. ISBN 978-3-319-22566-1. doi:10.1007/978-3-319-22566-1_23.
- Department of Scientific and Industrial Research، The Department of Internal Affairs Te Tari Taiwhenua (2009). World War 2 Narratives. No. 3 Radar Copy. Copy No. 3. Archives Reference: AAOQ W3424 16 Archives New Zealand (PDF).